# Титов, Николай Ильич
Никола́й Ильи́ч Тито́в (1906—1960, застрелился) — русский советский поэт, переводчик, журналист.

## Биография
Родился в крестьянской семье. Его отец, Илья Михайлович, погиб в Первую мировую войну; вскоре после его гибели умерла мать Николая, оставив его с двумя старшими сёстрами на попечении деда Дмитрия Михайловича, прасола (расстрелянного в первые годы советской власти), и бабушки Пелагеи Ивановны.
В 1926 г. окончил сельскохозяйственный техникум. Работал жокеем. Начал печататься в 1926 г. в газете «Советская Сибирь», вошёл в круг сибирских литераторов. Подружился с Павлом Васильевым, вместе с ним путешествовал в 1928—1929 гг. по Сибири и Дальнему Востоку. По возвращении в Новосибирск работал журналистом, печатался в местной периодике.
После расстрела П. Васильева, в 1938 г. Титов вместе с женой, Марией Алексеевной Бушмакиной-Титовой, по совету И. П. Шухова переехал в Алма-Ату. С первого года Великой Отечественной войны до начала 1950-х жил в Караганде, работал в газете «Социалистическая Караганда», писал тексты к агитокнам и песням, начал переводить казахских поэтов и акынов.
Сыновья: Игорь, Юрий, Николай.